# Easy Girl
Easy Girl (Easy A) è un film del 2010 diretto da Will Gluck.
Per questo film Emma Stone ha ricevuto una candidatura al Golden Globe per la migliore attrice in un film commedia o musicale.

## Trama
La diciassettenne Olive Penderghast, attraverso un video su webcam, racconta la storia che l'ha portata fin lì.
Per non andare in campeggio con la sua amica Rhiannon e i suoi genitori hippie, Olive le mente dicendole che ha un appuntamento. Passa il fine settimana ascoltando la canzone di un biglietto d'auguri regalatole dalla nonna e il lunedì, su insistenza di Rhiannon riguardo all'appuntamento, Olive le dice di aver perso la verginità con un ragazzo del college. Marianne, una loro compagna devota cristiana, ascolta casualmente la conversazione e dà origine a una campagna diffamatoria contro Olive per la sua presunta promiscuità. Olive fa amicizia con Brandon, un ragazzo bullizzato perché gay, a cui confessa la verità. Lui le chiede di fingere di fare sesso con lei ad una festa affinché gli altri studenti credano che sia etero e smettano di importunarlo e lei finisce per accettare, incrementando la sua cattiva reputazione.
Dopo un litigio con Rhiannon, che a sua volta l'accusa di cattiva condotta, Olive reagisce abbracciando la sua nuova immagine di "ragazza facile" della scuola, indossando abiti provocanti e cucendo sui vestiti una "A" rossa come omaggio a Hester Prynne del romanzo La lettera scarlatta. I ragazzi più impopolari cominciano a chiedere a Olive di poter raccontare in giro di essere andati a letto con lei, dandole in cambio buoni regalo di vari negozi. Le cose peggiorano quando Micah, il ragazzo di Marianne, contrae la clamidia dopo aver fatto sesso con la signora Griffith, la consulente scolastica, e dice di averla contratta da Olive. Dal momento che il signor Griffith, il marito della signora Griffith, è l'insegnante preferito di Olive, lei decide di prendersi la colpa per salvare il loro matrimonio. In seguito a ciò diversi studenti, tra cui Rhiannon, molestano ulteriormente Olive per convincerla ad abbandonare la scuola.
Anson, il ragazzo di cui Rhiannon è invaghita, chiede a Olive di uscire, ma poi cerca di corromperla per fare sesso con lui per davvero. La ragazza si ricongiunge con Todd, la sua cotta d'infanzia, che le rivela di non credere alle voci perché già alle medie lei aveva mentito per lui quando si sarebbero dovuti baciare per scommessa ma Todd non era pronto a farlo. Olive si rivolge alla persone per cui ha mentito chiedendo loro di aiutarla a dire la verità, ma nessuno è disposto a farlo. Anche la signora Griffith si rifiuta, dicendo a Olive che nessuno le crederebbe se provasse a farlo. Per ripicca, Olive dice impulsivamente al signor Griffith la verità su sua moglie e Micah, portandolo a lasciarla.
Dopo aver parlato con la madre, a sua volta vittima di maldicenze simili da ragazza, Olive escogita un piano per riscattare la sua reputazione; durante un evento scolastico si esibisce per attirare l'attenzione di tutti e dice loro che, quella notte, farà un webcast con uno spettacolo di sesso online con Todd. In realtà il webcast è quello mostrato nel film, che Olive ha usato per spiegare come sono andate davvero le cose. Mentre lei sta concludendo il filmato, Todd viene a prenderla in sella a un tosaerba; lei allude alla possibilità di perdere la verginità con Todd, prima o poi, ma "non saranno affari di nessun altro". Olive si scusa con Rhiannon per averle mentito con un messaggio, poi parte con Todd sul tosaerba.

## Produzione
Il film è stato girato interamente a Ojai, California. La scuola presente nel film, Ojai North High School, in realtà è la Nordhoff High School, anch'essa situata a Ojai. Molti studenti della scuola sono stati scritturati come comparse.

## Distribuzione
La pellicola è stata presentata per la prima volta al Toronto International Film Festival del 2010. È stata poi distribuita nelle sale statunitensi il 17 settembre 2010, mentre in Italia il 4 marzo 2011. Il film in Italia ha avuto una diffusione limitata, ma è riuscito lo stesso ad incassare, a due settimane dall'uscita, 59266 €. In totale la pellicola ha incassato 74952305 $, nove volte il budget di produzione (di circa 8 milioni di dollari), rendendolo un grande successo finanziario.

## Riconoscimenti
- 2011 - Golden Globe[4]
  - Candidatura come migliore attrice in un film commedia o musicale a Emma Stone
- 2011 - Empire Awards
  - Candidatura come miglior commedia
- 2011 - MTV Movie Awards[5]
  - Miglior performance comica a Emma Stone
  - Candidatura come miglior performance femminile a Emma Stone
  - Candidatura come miglior battuta («There's a higher power that will judge you for your indecency» «Tom Cruise?») a Emma Stone e Amanda Bynes
- 2010 - Critics' Choice Movie Award
  - Miglior film commedia
- 2011 - GLAAD Media Awards
  - Candidatura come miglior film della grande distribuzione
- 2011 - Dorian Awards
  - Film più sottovalutato dell'anno
- 2011 - People's Choice Awards
  - Candidatura come miglior film commedia
- 2011 - Teen Choice Awards
  - Miglior commedia romantica
  - Miglior attrice in una commedia romantica a Emma Stone
  - Candidatura come miglior attore in una commedia romantica a Penn Badgley
  - Candidatura come miglior scena femminile stealer a Aly Michalka
- 2011 - Eddie Award
  - Candidatura come miglior montaggio in un film commedia o musicale a Susan Littenberg
- 2011 - Artios Award
  - Candidatura come miglior casting per un film studio o commedia indipendente a Lisa Miller Katz
- 2011 - Alliance of Women Film Journalists
  - Candidatura come "attrice sfidante dell'età" a Patricia Clarkson
- 2010 - Awards Circuit Community Awards
  - Menzioni onorevoli
- 2011 - Gay and Lesbian Entertainment Critics Association
  - Film non cantato dell'anno
- 2010 - Golden Schmoes Awards
  - Candidatura come miglior film commedia
  - Candidatura come miglior attrice a Emma Stone
  - Candidatura come miglior performance rivelazione a Emma Stone
  - Candidatura come Sorpresa più grande dell'anno
- 2011 - Online Film & Television Association
  - Miglior performance rivelazione femminile a Emma Stone
  - Miglior sceneggiatura d'esordio a Bert V. Royal
  - Miglior canzone (Knock on Wood) a Eddie Floyd, Steve Cropper e Emma Stone
  - Candidatura come miglior attrice a Emma Stone
  - Candidatura come miglior sceneggiatura originale a Bert V. Royal
  - Candidatura come miglior sequenza dei titoli
- 2010 - St. Louis Film Critics Association
  - Candidatura come miglior film commedia
  - Candidatura come merito speciale (per le migliori scene, tecnica cinematica o altro aspetto o momento memorabile)